# Lotononis bolusii
Lotononis bolusii är en ärtväxtart som beskrevs av Dummer. Lotononis bolusii ingår i släktet Lotononis och familjen ärtväxter. Inga underarter finns listade i Catalogue of Life.